# Sylviane Félix
Sylviane Félix (* 31. Oktober 1977 in Créteil) ist eine ehemalige französische Sprinterin.

## Sportliche Laufbahn
Sylviane Felix begann im Alter von 15 Jahren mit dem Laufsport und gewann 1996 die Juniorenmeisterschaften im 200-Meter-Lauf. Bei den  Weltmeisterschaften 1997 wurde sie Achte. 1998 bis 2000 musste sie verletzungsbedingt pausieren.
2001 gewann sie mit der französischen 4-mal-100-Meter-Staffel die Silbermedaille bei den Weltmeisterschaften in Edmonton. Bei den Weltmeisterschaften 2003 in Paris gewann sie im selben Wettbewerb Staffelgold.
Bei den Olympischen Spielen 2004 in Athen gewann sie die Mannschaftsbronzemedaille in der 4-mal-100-Meter-Staffel zusammen mit ihren Teamkolleginnen Véronique Mang, Muriel Hurtis und Christine Arron.
Bei den Europameisterschaften 2002 in München holte sie Gold mit der Staffel und wurde Vierte über 200 Meter. Bei den Europameisterschaften 2006 wurde sie Siebte über 100 Meter und Fünfte über 200 Meter.
Sylviane Félix hatte bei einer Größe von 1,73 m ein Wettkampfgewicht von 61 kg. Sie studierte Soziologie und ist von Beruf Polizeibeamtin.

## Persönliche Bestzeiten
- 100 m: 11,15 s, 24. Mai 1998 in Bonneuil-sur-Marne
  - 60 m (Halle): 7,19 s, 7. März 2003 in Linz
- 200 m: 22,56 s, 6. August 1997 in Athen
  - Halle: 22,76 s, 23. Februar 2003 in Liévin
- Weitsprung: 6,40 m, 1. Januar 2003 in Clermont-Ferrand